# Strada statale 1 dir/A di Vado Ligure
La strada statale 1 dir/A di Vado Ligure (SS 1 dir/A) è una strada statale italiana dalla lunghezza di circa 2,8 chilometri, che si snoda dalla SS 1 presso il comune ligure di Bergeggi e termina nel comune di Vado Ligure, presso la località di Bossarino.
Corre in gran parte in galleria, con due tunnel che superano il promotorio di capo Vado e i colli di Sant'Ermete collegandosi a Bossarino, con la tangenziale di Vado che a sua volta, attraversando anche il territorio della frazione Valleggia del comune di Quiliano, conduce allo svincolo autostradale di Savona. Da qui attraverso Zinola e corso Stalingrado è possibile raggiungere in pochi minuti il centro di Savona.